# Шаради (Зоряний шлях)
Шаради (Charades) — п'ята серія другого сезону американського телевізійного серіалу «Зоряний шлях: Дивні нові світи». Сценарій епізоду написали Кетрін Лін і Генрі Алонсо Маєрс; режисер — Джордан Каннінг. Перший показ відбувся 13 липня 2023 року.

## Зміст
USS «Enterprise» подорожує на субімпульсній швидкості через систему Вулкана, досліджуючи супутник Керков на дальній межі сектора, щоб дізнатися, що сталося зі стародавньою зниклою цивілізацією. Чапель витрачає цей час, щоб підготуватися до аспірантури, яку спонсорує Академія наук Вулкана. М'Бенга, Ухура, Ортегас і Ла'ан перевіряють знання Чапель про принципи археологічної медицини. Ла'ан дивується, чому Чапель не працює зі Споком. Ортегас пояснює, що між ними все «дивно».
Чапель і М'Бенга знаходяться в турболіфті, до них приєднується Спок. Чапель і Спок не дивляться один на одного. Спок використовував терапію М'Бенги, щоб придушити свої емоції. З приводу кулінарії він отримує кілька порад від капітана. Потім він переходить до брифінгу з лейтенантом Кірком, який пояснює завдання щодо керковіанської цивілізації; Спок прибирає, та приєднується до Ортегас, Ухури, Ла'ан і Уни у вітальні.
Спок спілкується зі своєю нареченою Т'Прінг щодо вечері на честь заручин — зі своєю сім'єю, коли він прийде в гості. Спок дещо здивований, оскільки він не розмовляє зі своїм батьком Сареком. Батьки Т'Прінг знають, але з огляду на складний графік Спока, її мати Т'Пріл вважала, що це буде на краще. Т'Пріл все ще виступає проти їх союзу, і Т'Прінг сподівається, що це послабить напруженість. Спок хвалить її логічну оцінку та пропонує допомогти. Спок пояснює оголошення Т'Прінг, Пайк пропонує, щоб хтось інший здійснив обліт. Спок запевняє, що впорається, і вважає, що будь-які зміни персоналу будуть корисними.
Пасажиром Спока виявляється Чапель. Спок просить вибачення, якщо він образив її, перш ніж запитати, чи вона тут. Чапель каже — якби вони змогли дізнатися, що сталося з керховіанцями, це відкрило б чимало медичних даних. Спок пригадує оповіді про надійну систему медицини, більш досконалу, ніж будь-яка сучасна, і каже, що Академії наук Вулкану пощастило б мати когось із її досвідом. Вдячна Чапель висловлює відчуття, що Спок уникав її. Після незручної паузи комп'ютер повідомляє, що вони були в зоні сканування. Початкове сканування показало, що позаду залишилася значна цивілізація, і Спок вважає, що нове зчитування енергії дасть певну підказку. Аномалія виглядає як стабільний вихор, розрив простору-часу. Човник підлітає занадто близько, і випромінювання від вихору ліквідує контроль; їх затягує у вир.
Спок приходить до тями в лікарні. Пайк, М'Бенга та Чапель дивляться на нього. Пайк пояснює — він потрапив у аварію з човником; Спок почувається дивно. Чапель пояснює, що вони розбилися, а потім прийшли до тями в космосі десь поблизу «Ентерпрайза». Чапель була неушкодженою, Спок був чимось зцілений. Тільки це перетворило його повністю на Людину. Дивлячись на відображення в дзеркалі, Спок не може не висловити яскраву метафору для свого збентеження…
Уна та Ла'ан підходять до шатла, щоб визначити, що сталося — човник був знайдений нерухомим у космосі, і журнали вказували на те, що він розбився. Але щось відремонтувало та глибоко очистило його. Ла'ан знаходить пристрій на сидінні пілота — який точно не є частиною шатла. Ухура підтверджує, що це інопланетний, та припускає — це може бути якась «візитна картка» з інструкціями маршрутизації для виклику підпростору. Пайк запитує, чи можливо відкрити канал, і вона це робить — й ніби повертає зображення. З ентузіазмом щодо можливого першого контакту Пайк просить показати це на екрані. З'являється мерехтлива куля світла, яка вітає їх, називаючи себе Жовтою — тобто жителем Керкова. Жовта пояснює, що шаттл зіткнувся з їхнім транспортним тунелем. Тому пошкодження мали бути відремонтовані у разі аварії — і оскільки «відновлення» було зроблено, подальший контакт не був потрібен. Пайк намагається пояснити, що керковіанці також «відремонтували» члена екіпажу — Жовта відповідає, що дві істоти на човнику «не збігалися». А одна — Спок — мала «змішані інструкції». Після того, як було повідомлено, що обидва живі, Жовта просто сказала, що виправлення було зроблено, подяки не потрібно, і подальший контакт не потрібен, перш ніж закрити канал. Ухура не може відновити контакт.
Спок міркує, що тепер він може застрягти в людській формі, М'Бенга запевняє — це буде лише тимчасово. Спок визнає, що почувається злим, безсилим, роздратованим — і голодним, запитуючи, чи було це нормальним людським почуттям. М'Бенга підтверджує, що голод може впливати на настрій. Пайк також вказує на питання про зобов'язання на Вулкані, і на його обличчі проходить вираз, який можна назвати лише жахом. Він пояснює, що мати Т'Прінг ненавидить його. Пайк уже говорив з Т'Прінг і родиною, Спок майже панікує. Пайк намагається його заспокоїти, запевняючи, що він лише сказав — Спок потрапив у аварію та відновлюється на кораблі. І вони погодилися, що було б логічно відкласти вечерю. М'Бенга додає, що Чапель цілодобово працювала, щоб змінити його стан, і що технічно з ним нічого не сталося. Спок вважає за краще повернутися до своїх обов'язків і зобов'язань. Пайк закликає його розслабитися. Спок відповідає у манері моряка, залишаючи Пайка гадати, чи не помилився він з діагнозом.
Спок сидить за столом з товаришами по кораблю, поки Ортегас розповідає анекдот, і він насправді сміється. Потім він приєднується до Пайка в його квартирі, вдихаючи запах бекону. Під час продовження місії Кірка, Спок закликає прибрати свої тарілки, і впадає в лють, коли той не реагує, змушуючи деяких офіцерів у кімнаті стримувати його. Розмовляючи з Ла'ан, яка вважає, що емоції були для нього новими, Спок пояснює, що у вулканців були емоції — вони навчилися їх придушувати. Спок зізнається, що постійно відчуває голод, а також смуток і розчарування. Дивлячись на Ла'ан, раптово відчуває дивні почуття, а потім збентеження.
Чапель відчуває певне розчарування, коли шукає ліки проти стану Спока; вона дивується, як керковіанцям вдалося зробити такий прогрес, М'Бенга вважає — це якось пов'язано з тим, що вони є міжвимірними істотами. М'Бенга заспокоює Чапель, кажучи, що Спок міг би бути мертвим без неї.
Сподівання Чапель розвіюються: Дайрік, професор Академії, дає зрозуміти — він не вражений поданим нею есе — це не було дослівне викладення принципів. Чапель не хотіла повторювати все слово в слово, і думала, що її польову роботу врахують — тим більше що вона зробила кілька відкриттів. Дайрік коротко визнає це та відповідає, що поговорить з нею, якщо буде потрібно. Чапель зустрічає Спока у коридорі, називаючи на ім'я, і бачить засмучення. На подив Крістін, він обіймає її, і запитує, чи вона неправильно зрозуміла момент. Саме тоді Пайк негайно викликає Спока в транспортну кімнату. Мати Спока, Аманда Грейсон, перебуває на борту. Вираз обличчя Спока дає зрозуміти його почуття.
Пайк передає вітання Пелії Аманді. Пайк міркує, що Аманда з великим ентузіазмом купувала дилітій. Заходить Спок у шапочці, щоб приховати вуха та брови (або їх відсутність). Пайк підігрує, кажучи, що в нього був такий самий головний убор. Сім'я Т'Прінг нещаслива; вони вже кілька разів відкладали вечерю В'Шала через розклад Спока, і переконує його, що вони повинні зробити це зараз. Спок намагається заперечити, а Пайк підігрує. Аманда не погоджується — Пайк визнає, що технічно це правда. Т'Прінґ та її сім'я погодилися влаштувати вечерю на борту «Ентерпрайза» наступного вечора. «Яка чудова новина» — промовляє Спок крізь міцно стиснуті зуби.
Аманда помічає, що Спок дивно поводиться. Він називає це «м'язовими спазмами» після аварії. Тоді вона вважає, що вечеря має бути поруч із їхнім лікарем. Вона зазначає, що з протидією Т'Пріл весілля може бути скасовано. Спок кидається, кажучи, що він потрапив у аварію і не міг повечеряти. Аманда каже йому зняти капелюх, і він це робить, показуючи, що виглядає повністю людиною.
Аманда обговорює ситуацію з Пайком. Капітан запевняє Аманду, що його люди працюють над тим, щоб змінити стан Спока, але немає гарантії в часі. Спок знову закликає їх відкласти, очевидно, він був недостатньо вулканцем зараз. Аманда попереджає — між двома родинами виникла напруженість. Батько Т'Прінґ, Севет, погодився на заручини, оскільки хотів зв'язатися з сім'єю Сарека. Т'Пріл не любить людей, і шукає будь-який привід, щоб відмовитися від союзу. Спок зазначає, що таким виправданням може бути її майбутній зять, який виглядає повністю людиною. Спок запитує їхні фактичні варіанти, дивуючись, як він може прикинутися вулканцем, якщо він не міг обдурити навіть власну матір. Вона каже, що збирається зробити те, що мала зробити давно: навчить Спока про його людську сторону, навчить його брехати — звісно, за допомогою Пайка. Пайк запитує, чи був у нього вибір у цьому питанні, і Аманда відповідає, що ні.
М'Бенга дає Споку набір вух-протезів — вони не могли зробити це генетичною модифікацією, щоб не завадити можливому вилікуванню. Аманда проводить перший ритуал, використовуючи суміш, традиційну для сім'ї Т'Прінг. Спок думає, що це не так складно, вона нагадує йому поводження з вулканським чайником — який був гарячим для рук людей, тоді як вулканець нічого не відчув би. Аманда без труднощів піднімає горщик — вона навчилася придушувати свій біль. Ухура за допомогою Ла'ан, Уни та Ортегаса намагається навчити Спока говорити, як вулканець — рівно, без емоцій. Ортегас додає, як він міг рухати бровою, не ворушачи жодного м'яза на обличчі. Коли Спок запитує, чи справді він так говорить, усі відповідають, що так. Далі йде Ритуал, під час якого молода пара усвідомлює усі свої вади та огріхи. Поки таймер відраховує час, батьки Т'Прінг розкажуть Споку все, що, на їхню думку, він робить неправильно. Останній ритуал включав би об'єднання розуму — але це те, що Спок не може підробити. Аманда розуміє, що їх хитрість не спрацює, коли вони досягли цієї стадії. Спок сподівається, що М'Бенга та Чапель знайдуть ліки раніше.
Проте Чапель не пощастило. Усі генетичні моделі використання геному вулканця для заміни реплікованого геному людини не працюють. Що ще гірше, у них є лише 24 години, перш ніж клітини Спока втратять всю генетичну пластичність; і він назавжди залишиться людиною. М'Бенга пропонує вийти за межі стандартної медицини Федерації. Чапель уже переглянула експериментальні файли М'Бенги, вони не допомагають. М'Бенга дивується, як би вона змогла переконати керковіанців.
Чапель пропонує Ортегас та Ухурі підлетіти ближче до аномалії та встановити зв'язок з керковіанцями. Ухура вважає це можливим; хоча керковіанський чіп даних зараз не працював, наближення до аномалії може дозволити навколишній енергії активувати прилад. Ортегас не в захваті, вважаючи, що останній шаттл, який летів поблизу аномалії, зазнав аварії. Але Чапель непохитна: якщо вони нічого не зроблять, Спок застрягне назавжди. Вона потрапила в цю аварію і вижила, тоді як Спок змінився, і вважає, що вона мала б спробувати, чи є спосіб його врятувати.
Спок напружено чекає з Амандою в транспортній кімнаті. Він впевнений, що Т'Прінг прибуде першою, і проведе її до квартири Пайка та пояснить ситуацію, тоді як Аманда затримає Т'Пріл і Севет, щоб виграти йому час. Коли він починає офіційно вітати свою наречену, Т'Прінг перериває, кажучи, що вона провела останні два дні зі своєю матір'ю і не може терпіти подальші формальності. Вона зазначає, що Спок виглядає дивно, і це не вдалий час, щоб змінити зачіску. Аманда пропонує взятися за привітання своїх батьків, надаючи Т'Прінг і Споку час для себе.
Спок каже — йому потрібно було щось обговорити перед ритуалом, що стосується її матері. Т'Прінг не в захваті від цієї ідеї. В часі розмови Спок втрачає контроль і ледь не починає сміятися, перш ніж прикрити це кашлем, сказавши, що почав задихатися. Т'Прінг закликає його бути обережним, оскільки Т'Пріл шукала будь-який привід, щоб скасувати заручини.
Пайк підготував кімнату до вечері, Спок і Т'Прінг прийшли першими. З'являється Т'Пріл, Аманда та Севет позаду неї з презирливим виразом на обличчі. Спок пояснює свої «травми» під час аварії великим «пошкодженням нервів» і обпаленими бровами. Він також додає, що Пайк працював над приготуванням традиційних вулканських страв. Севет це подобається, але Т'Пріл відразу засуджує. Пайк пояснює, що використовував сіль як консервант. Т'Пріл помічає пізній час і закликає їх почати. Пайк, намагаючись зволікати, додає, що треба подати ще їжі; хоча Севет, здається, в захопленні від цієї ідеї, погляд Т'Пріл змушує його повернутися назад.
Ухура не може отримати сигнал через розлом через гравіметричні перешкоди. Чапель бажає підійти ближче. Коли вони наближаються, Ухура бачить проблему: поле спотворень навколо розлому перешкоджає проходженню сигналів. Вона пропонує вклинити шаттл, щоб провести сигнал. Ортегас відкидає цю ідею. Ухура вказує на те, що сказала Жовта — на іншому боці тріщини був транспортний тунель, який, імовірно, майже порожній. Ортегас і Ухура погоджуються продовжувати. Ортегас веде човник уздовж поверхні, а потім вгору і в розлом.
Спок підходить до чайника для першого ритуалу, Пайк підбадьорливо киває. Незважаючи на опік рук, він може без видимих труднощів налити чай і повернути чайник на вогонь. Т'Пріл робить один ковток зі своєї чашки та виголошує, що це «задовільно». Т'Прінг бере Спока за руку і шепочучи схвалює.
Чапель, Ортегас і Ухура вилучаються з шатла. І Ухура, і Ортегас гадають, чи були вони мертві. Ухура припускає, що вони були в міжвимірному просторі. Позаду них матеріалізується керковіанець, вітаючи тим же голосом, що й раніше. Ухура пригадує, як розмовляла з ним раніше, запитуючи, чи це Жовта, але керковіанка відповідає, що вона Синя. Вони обговорюють «виправлення» аварії шатла. Синя каже, що скарги не надходили, але Чапель наголошує, що Спок був «виправлений» неправильно. І якщо вони не виправлять його найближчим часом, то не зможуть повернути назад. Чапель просить поговорити з Жовтою, і Синя відходить.
Ритуал усвідомлення починається на борту «Ентерпрайза». Аманда каже, що Т'Прінг могла б відвідувати частіше. Аманда знає, що Т'Прінг усвідомлює її почуття, але вважає, що людські інстинкти заперечують мету ритуалу. Т'Пріл не лише згадує той факт, що Спок місяцями був у Зоряному Флоті, але й вважає це полишенням доньки. Вона також вважає, що Сарек має рацію, уникаючи його, називаючи ганьбою для своєї родини та всього Вулкану — за те, що він обрав Зоряний Флот, а не свій народ. Спок мовчки дивиться, у ньому кипить гнів, коли таймер нарешті повідомляє — ритуал закінчується. Він виправдовується, кажучи, що йому потрібно відвідати ванну кімнату, і, користуючись самотністю, виливає почуття люті, кричачи в складений рушник, щоб інші не почули його. Потім телефонує М'Бензі в лікарню, запитуючи про прогрес. М'Бенга пояснює, що вони натрапили на блокпост, оскільки Чапель зв'язується з керковіанцями. Спок жахається, що відпустив її, але М'Бенга нагадує — Чапель неможливо стримати, коли вона щось задумала.
У міжпросторі прибуває Жовта. Чапель намагається пояснити ситуацію, але Жовта відповідає тією ж тезою, що проводиться «виправлення», і подальший контакт не потрібен. Чапель розповідає Жовтій, що сталася помилка, яку необхідно виправити. Чапель пояснює, що дружба була іншою в їхньому світі. Жовта вважає, що вони були опікунами один одного, Чапель спочатку заперечує це, перш ніж змінити на «начебто». Це дало відповідь на запитання керховіанців про те, що сталося під час аварії: Спок відхилив щити на шатлі, щоб захистити Чапель, ризикуючи власним життям. Чапель була приголомшена цим відкриттям, перш ніж Жовта знову запитує, які її стосунки були з ним. Ортегас і Ухура переконують Чапель зробити все просто, інакше Спок ніколи більше не стане тим, ким був.
Воюючи зі своїми почуттями, Чапель пояснює, що Спок був її другом, але були моменти, коли вона хотіла, щоб у них було більше спілкування. Коли керковіанці змінили його, то зробили людиною доступнішою, з якою було легше спілкуватися, людиною, яка могла краще зрозуміти її почуття. Але в той же час вони забрали частину його, з якою вона також була пов'язана, і благає Жовту знову зробити його попереднім.
Споку Т'Пріл каже, що настав час ритуалу об'єднання розуму. Він виглядає явно неспокійним, Т'Прінг помічає це. Пайк втручається, вирішуючи додати людську традицію, щоб «поглибити церемонію» — гру в шаради. Спок просить Пайка пояснити правила, якраз у той момент, коли входить Чапель із гіпоспреєм зі своїми «вітамінами». Спое пояснює це як частину свого лікування. Чапель знову веде його у ванну кімнату, щоб провести лікування, і запевняє, що геном вулканця почне повертатися негайно, а його фізичні риси відновляться за кілька годин. Спок хвилювався за неї. Чапель запитує, чому він пересунув щити, щоб врятувати її. Він називає це «логічним вибором», але Чапель не погоджується. Він каже їй, що відчуває багато речей, і що це збентежило. Перш ніж він зможе розповісти про свої почуття, Чапель робить йому ін'єкцію та каже повернутися до обіду, оскільки на нього чекають. Чапель помітно намагається стримати свої почуття.
Спок завершує об'єднання розуму з матір'ю успішно. Ритуал було завершено, і оцінкаматері Т'Прінг не була потрібна — лише підтвердження завершення вечері. Т'Пріл дає його, на що Севет негайно запитує, чи є ще страва у Пайка, на що капітан радо погоджується. Т'Пріл визнає, що у неї були сумніви, але, є підтримка угоди про заручини. Т'Прінг запитує, що він робить, Спок відповідає, що це зробила людина, і знімає свої протези вух. Він вважає свою матір найбільш стійкою, співчутливою, толерантною людиною, яку він коли-небудь знав — тією, яку все життя судили вулканці, але вона стоїть поряд — за любов, за сім'ю і за нього. Він шкодував лише про те, що йому знадобилося так багато часу, щоб сказати ці слова.
Т'Прінг збентежена, що Спок не почуватиметься комфортно розповідати власній нареченій про свій стан. Спок подумав у запалі своїх людських емоцій, що він не хоче посилювати тягар Т'Прінг. Т'Прінг визнає логіку цього, але зазначає, що майже всі інші на кораблі брали участь у підступі, і запитує, як вона мала до цього ставитися. Вона вважає, що, мабуть, найкраще було б провести час окремо.
Дайрік знову зв'язується з Чапель і каже, що Академія наук вирішила не надавати стипендію, і вона може подати заявку на неї пізніше. Чапель відповідає, що того дня вона відправилася в міжвимірний простір і переконала расу, яка ніколи раніше не зустрічалася з людьми чи вулканцями, надати їй доступ до стародавньої медичної процедури. Цікавість вулканського вченого миттєво розпалюється. Вона радісно збиткується, перш ніж закрити канал.
У квартирі Пайка Спок зауважує, що вони провели хороший день. Пайк наливає дві чашки та пропонує ще один людський ритуал, який допомагає в такі часи: співчуття. Спок запитує свою матір про пам'ять, яку вона вибрала в ритуалі об'єднання розуму — про вулканських дітей, які просять його пограти з ними. Аманда відповідає, що вибрала це, тому що вперше побачила, що він відчув себе прийнятим. Дивлячись на це її очима, він бачив, що сама Аманда не є такою, що її уникають вулканські матері. Аманда запевнила себе, що Спок був щасливий, судження ж інших було ознакою їхньої слабкості. Тепер Спок бачить і відчуває те, від чого Аманді довелося відмовитися, живучи людиною на Вулкані.
У своїй кімнаті Спок якусь мить крокує, а потім прямує до дверей. Він зупиняється, коли розуміє, що там Чапель; він щойно йшов до неї. Запрошуючи її увійти, Спок пояснює, що вони з Т'Прінг вирішили провести час окремо. Коли Чапель запитує, як він до цього ставиться, Спок зізнається, що почувається погано, але також вважає це необхідним — його почуття до іншої людини суперечать йому. Чапель, яка воювала з тими самими почуттями до нього, жартує про «Вулканця з почуттями», і Спок зазначає, що вони дійсно були. І були сильнішими за людські емоції, тому вулканці працювали, щоб їх придушити. Але він не хоче більше придушувати це почуття. Коли Спок запитує, чому вона прийшла до нього, Чапель пристрасно цілує його. Спок запитує, що це означає, і Чапель каже замовкнути, перш ніж знову поцілувати його.

## Сприйняття та відгуки
На сайті «Rotten Tomatoes» епізод станом на липень 2024 року отримав 83 % оцінки 6 оглядачів.
В огляді «StarTrek.com» зазначалося: «Аварія шатла призводить до того, що прибульці видаляють вулканську ДНК Спока. Це робить його повністю людиною та абсолютно неготовим до зустрічі з сім'єю Т'Прінг під час важливої урочистої вечері.»
В огляді «Den of Geek» зазначено: «Після кількох важких епізодів, присвячених різноманітним темам: від смерті та втрати пам'яті до альтернативної хронології в похмурому майбутньому без Зоряного флоту, настав час трохи розвіятися. На щастя, „Шаради“ — це розважальна година, сповнена смішних моментів, і дають змогу майже кожному учаснику основного складу серіалу проявити свої комедійні вміння. Кожна окрема сцена Енсона Маунта на кухні Пайка, по суті, чудова. Але це також напрочуд глибокодумна та емоційна година — коли Спок, випадково перетворюючись на людину, стикається з різними внутрішніми та соціальними труднощами. І здається, робить кілька важливих та необхідних кроків, щоб вирішити, якою людиною, партнером і офіцером Зоряного Флоту він хоче стати.»
«TV Tropes» здійснює детальний розбір аналогій, незбігів та недоречностей епізоду.
В огляді «TrekMovie.com» зазначено: «„Шаради“ все ще були цікавими, особливо на поверхневому рівні, чого може бути достатньо. Однак — коли копати глибше в пошуках чудового епізоду „Зоряного шляху“, це не приносить цілковитого задоволення. Серіал на похвалу за спроби різних речей, навіть якщо вони не завжди виходять.»
На сайті «IMDb» станом на липень 2024 року епізод отримав 8.3 з 10 зірок схвалення при 4600 голосах.

## Знімались
| Актор             | Роль                    |
| ----------------- | ----------------------- |
| Енсон Маунт       | Крістофер Пайк          |
| Ітан Пек          | Спок                    |
| Крістіна Чонг     | Ла'ан Нуньєн Сінгх      |
| Джесс Буш         | Кристина Чапель         |
| Селія Роуз Гудінг | Нійота Ухура            |
| Мелісса Навія     | Еріка Ортегас           |
| Бабс Олусанмокун  | Доктор М'Бенга          |
| Ребекка Ромейн    | Номер Один              |
| Міа Кіршнер       | Аманда Грейсон          |
| Майкл Беняе       | Сервет                  |
| Ден Жаннот        | Джордж Семюел           |
| Еллора Патайк     | Т'Пріл                  |
| Джіа Сандху       | Т'Прінг                 |
| Алекс Капп        | комп'ютер "Ентерпрайза" |
| Аежулі Кейн       | Жовта                   |
| Паян Терк         | Дайрік                  |